# Invicta Fighting Championships
Invicta Fighting Championships (även Invicta FC) är en amerikansk organisation som arrangerar MMA-galor uteslutande för kvinnliga MMA-utövare. Invicta FC grundades 2012 av Shannon Knapp och Janet Martin. Galorna visas på UFC Fight Pass.

## Open Scoring
Invicta FC testade som första MMA-organisation att ha öppna domarkort, open scoring, under sin Phoenix Series III den 6 mars 2020. Detta sedan Kansas som enda amerikanska atletkommission antagit regeländringen som krävdes för att Invicta skulle kunna införa nyheten vid galan.

## Nuvarande mästare
| Viktklass (maxvikt) | Viktklass (maxvikt) | Mästare                 | Sedan                                                                        | Sedan              | Titelförsvar |
| ------------------- | ------------------- | ----------------------- | ---------------------------------------------------------------------------- | ------------------ | ------------ |
| Fjädervikt          | (66 kg)             | Pam Sorenson (USA)      | 9 augusti 2019 (Invicta FC 36)                                               | 5 år och 195 dagar | 0            |
| Bantamvikt          | (61 kg)             | Vakant                  | 31 juli 2020 Julija Stoliarenko frånsade sig titeln när hon skrev på för UFC | 4 år och 204 dagar | -            |
| Flugvikt            | (57 kg)             | Karina Rodríguez (MEX)  | 21 maj 2021 (Invicta FC 44)                                                  | 3 år och 275 dagar | 0            |
| Stråvikt            | (52 kg)             | Vakant                  | 2 september 2020 Kanako Murata frånsade sig titeln när hon skrev på för UFC  | 4 år och 171 dagar | -            |
| Atomvikt            | (48 kg)             | Alesha Zappitella (USA) | 17 september 2020 (Invicta FC 42)                                            | 4 år och 156 dagar | 1            |

## Mästarstatistik

### Längst titelinnehav
|    | MMA-utövare  | Viktklass  | Dagar                             |
| -- | ------------ | ---------- | --------------------------------- |
| 1. | Chris Cyborg | Fjädervikt | 3 år, 8 mån, 12 dag. (1351 dagar) |
| 2. | Barb Honchak | Flugvikt   | 3 år, 5 mån, 8 dag. (1266 dagar)  |

### Flest titelförsvar
|    | MMA-utövare    | Viktklass  | Försvar |
| -- | -------------- | ---------- | ------- |
| 1. | Chris Cyborg   | Fjädervikt | 3       |
| 2. | Tonya Evinger  | Bantamvikt | 2       |
| 2. | Barb Honchak   | Flugvikt   | 2       |
| 2. | Ayaka Hamasaki | Atomvikt   | 2       |
| 2. | Jennifer Maia  | Flugvikt   | 2       |
| 2. | Jihn Yu Frey   | Atomvikt   | 2       |